# Região Metropolitana de Nova Iorque

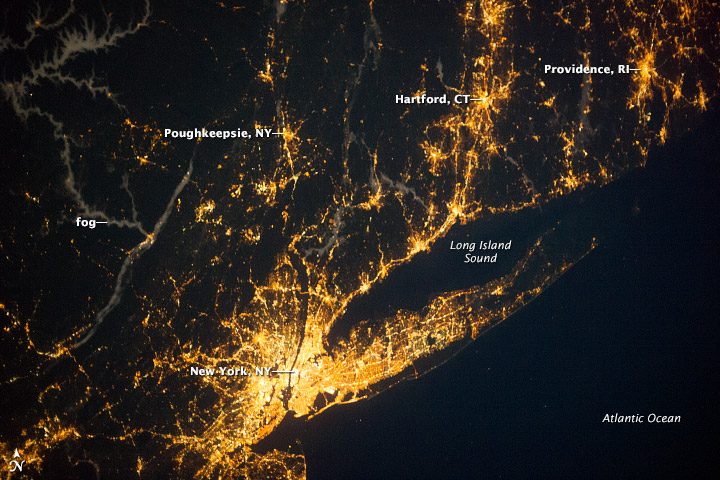
Imagem de satélite da Região Metropolitana de Nova Iorque e arredores à noite.

A Região Metropolitana de Nova Iorque é uma região metropolitana dos Estados Unidos da América, localizada entre os estados de Nova Iorque e Nova Jérsei, abrangendo a área entre as cidades de Nova Iorque e Newark.
Com 20.140.470 habitantes (2020), é a quinta maior área metropolitana do planeta, e também um dos mais importantes centros financeiros mundiais.
É intensamente conurbada, fazendo com que se percam os limites físicos entre as cidades. Consequentemente, pessoas de diversas cidades da região metropolitana vão até a cidade central (Nova Iorque) a trabalho, ou a outras importantes cidades, como Newark e Jersey City – fato característico de metrópoles conurbadas.
A área de 23 condados metropolitana inclui dez municípios no Estado de Nova Iorque (aqueles que coincidem com os cinco distritos de Nova Iorque, os dois condados de Long Island, e três municípios na parte inferior do vale de Hudson), 12 municípios do Norte e Centro de Nova Jérsei e um município do nordeste da Pensilvânia. A maior área urbana nos Estados Unidos está no centro da área metropolitana, o Nova Iorque-Newark, NY-NJ-CT Área Urbanizada (estima-se que uma população de 18.319.939 em 2008). A região serve também como o coração da megalópole BosWash.

## Principais cidades

### Nova Iorque-Nova Jérsei Norte-Long Island MSA

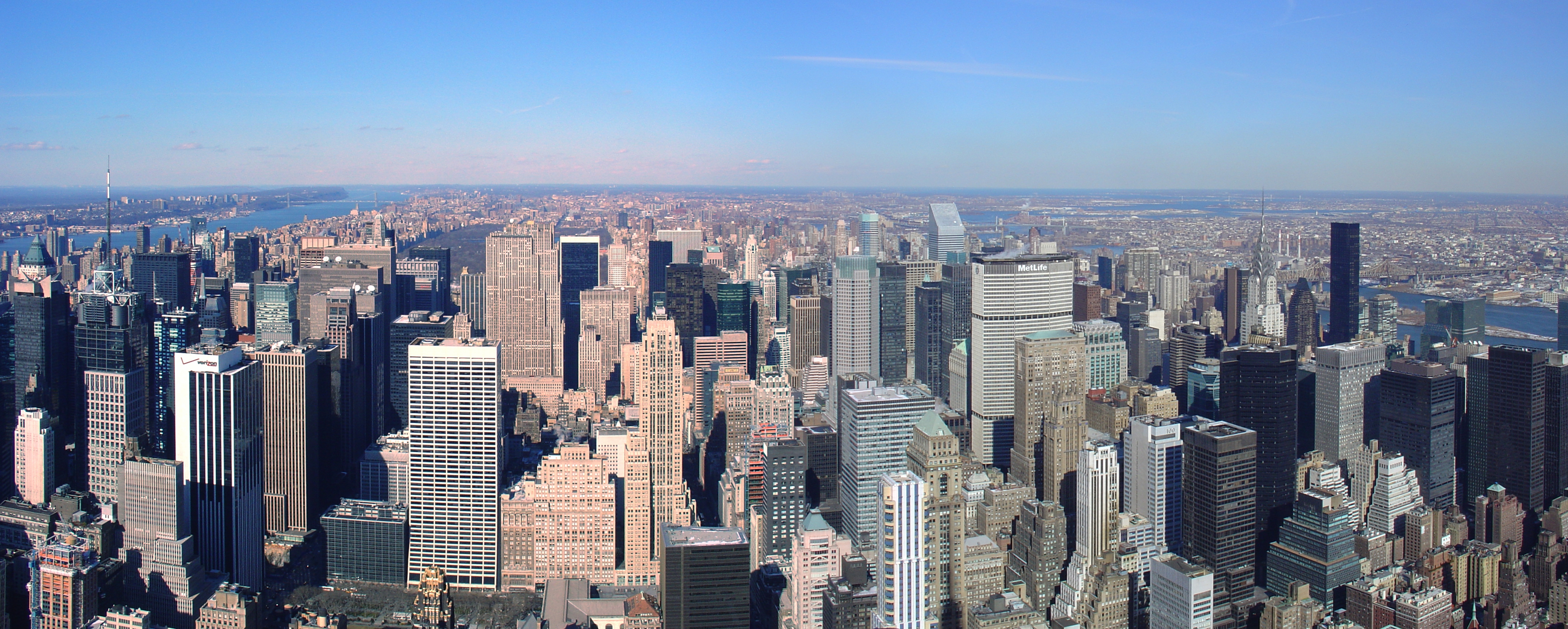
Nova Iorque, sede, maior e mais importante cidade da região metropolitana.

- Cidade de Nova Iorque, Nova Iorque (8,143,197)
- Newark, Nova Jérsei (280,666)
- Jersey City, Nova Jérsei (240,055)
- Edison, Nova Jérsei (100,499)
- White Plains, Nova Iorque (56,733)
- Union, Nova Jérsei (55,326)
- Wayne, Nova Jérsei (55,150)
- New Brunswick, Nova Jérsei (50,143)

### Trenton-Ewing MSA
- Trenton, Nova Jérsei (84,639)
- Ewing, Nova Jérsei (37,237)

### Bridgeport-Stamford-Norwalk MSA
- Bridgeport, Connecticut (139,008)
- Stamford, Connecticut (120,045)
- Norwalk, Connecticut (84,437)
- Danbury, Connecticut (78,736)
- Stratford, Connecticut (49,943)

### New Haven-Milford MSA
- New Haven, Connecticut (124,791)
- Milford, Connecticut (53,045)

### Poughkeepsie-Newburgh-Middletown MSA
- Poughkeepsie, Nova Iorque (30,355)
- Newburgh, Nova Iorque (28,548)
- Middletown, Nova Iorque (26,067)

### Kingston MSA
- Kingston, Nova Iorque (23,067)

### Torrington Micropolitan Area
- Torrington, Connecticut (35,995)